# Al Naslaa

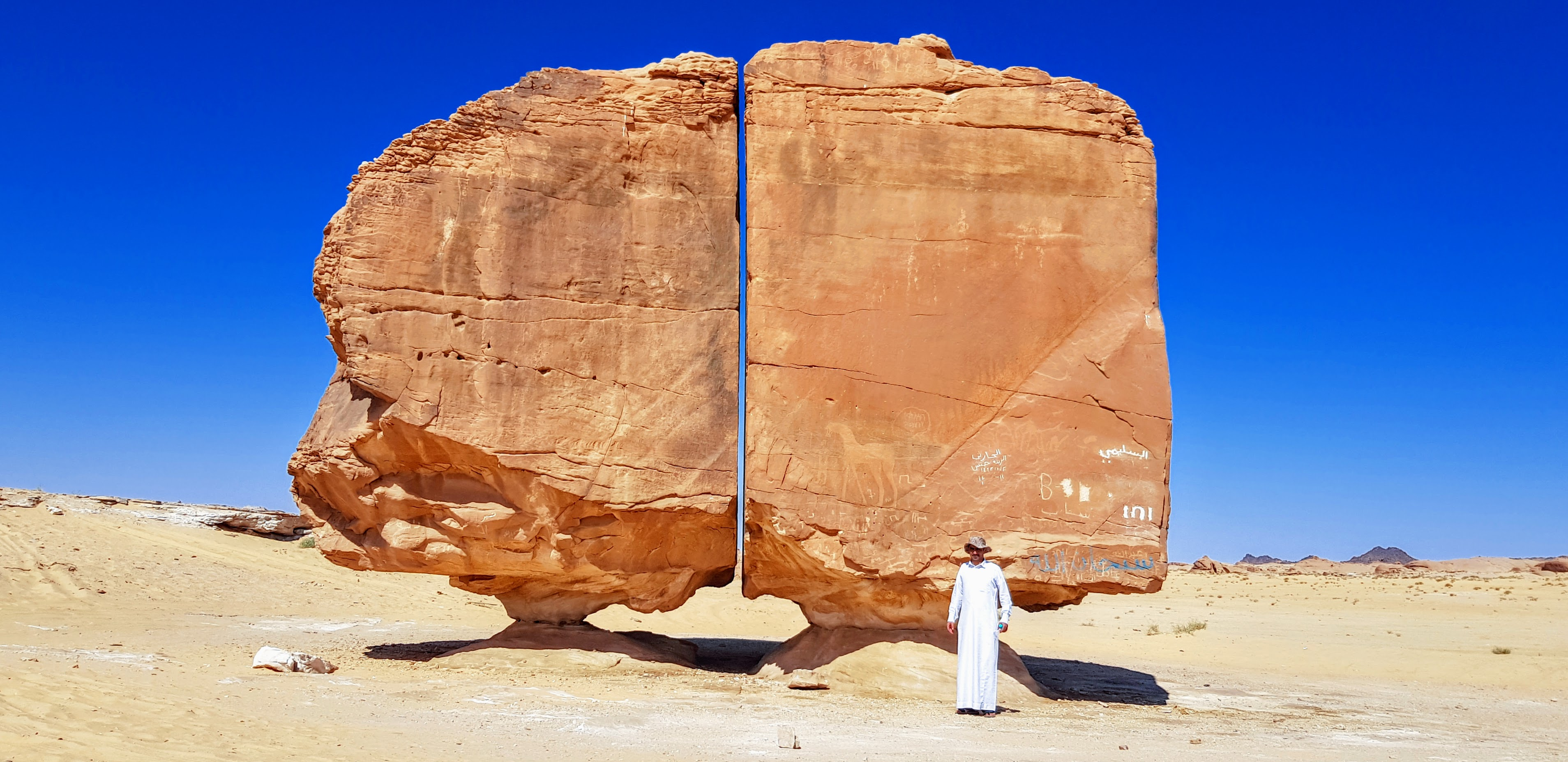
Imagem da formação rochosa Al Naslaa

Al Naslaa é uma formação rochosa do Tayma Oasis, no noroeste da Arábia Saudita. Sua peculiaridade, que a distingue das demais rochas de arenito, é um mistério para os geólogos e historiadores, pois ela foi dividida ao meio em duas partes, ambas equilibradas em seus próprios pedestais minúsculos. A divisão é verticalmente perfeita, parecendo que o corte foi feito mecanicamente, pelo ser humano.
A enorme pedra mede 9 metros de altura e 7 metros de largura, sendo coberta por numerosos petróglifos.

## História
A área do Oasis Tayma foi investigada e mapeada pela primeira vez por Charles M. Doughty em 1877. Todo material coletado virou um livro, lançado em 1888 com o título de "Travels In Arabia Deserta". Porém, em 1883, o explorador francês Charles Huber, em viagem à região, descobriu a Al Naslaa e relatou a peculiaridade e condição do rocha, que permanecem nas mesmas circunstâncias de quando descoberta.